# Frederica de Hesse-Darmstadt
Frederica de Hesse-Darmstadt (em alemão: Friederike Caroline Luise von Hessen-Darmstadt; Darmstadt, 20 de agosto de 1752 - Hanôver, 22 de maio de 1782) foi um membro da Casa de Hesse e, através do seu casamento, uma duquesa de Meclemburgo-Strelitz.
É uma ancestral directa através das suas filhas da rainha Margarida II da Dinamarca, do rei Guilherme Alexandre dos Países Baixos, do rei Alberto II da Bélgica e do rei Haroldo V da Noruega.

## Vida
Frederica nasceu em Darmstadt, a filha mais velha do príncipe Jorge Guilherme de Hesse-Darmstadt, segundo filho de Luís VIII de Hesse-Darmstadt, e da condessa Maria Luísa Albertina de Leiningen-Dagsburg-Falkenburg.
Casou-se com Carlos II de Meclemburgo-Strelitz, no dia 18 de setembro de 1768 em Darmstadt. Juntos tiveram dez filhos. Duas das suas filhas tornaram-se rainhas, uma vez que Luísa se viria a casar com o rei Frederico Guilherme III da Prússia e Frederica com Ernesto Augusto I de Hanôver.
Frederica morreu de complicações de parto em Hanôver, onde o seu marido era marechal-de-campo. Após a sua morte, o marido casou-se com a irmã mais nova dela, Carlota, em 1784. Em 1794 o seu marido sucedeu ao trono de Meclemburgo-Strelitz como Carlos II e, em 1815, no Congresso de Viena, foi elevado a grão-duque.

## Descendência
Frederica teve dez filhos do seu casamento com Carlos II:
1. Carlota Jorgina de Meclemburgo-Strelitz (17 de novembro de 1769 - 14 de maio de 1818), casada com Frederico, Duque de Saxe-Altemburgo; com descendência.
2. Carolina Augusta de Meclemburgo-Strelitz (17 de fevereiro de 1771 - 11 de janeiro de 1773), morreu aos dois anos de idade.
3. Jorge Carlos de Meclemburgo-Strelitz (4 de março de 1772 - 21 de maio de 1772), morreu aos catorze meses de idade.
4. Teresa de Meclemburgo-Strelitz (5 de abril de 1773 - 12 de fevereiro de 1839), casada com Carlos Alexandre, 5º Príncipe de Thurn e Taxis; com descendência.
5. Frederico Jorge de Meclemburgo-Strelitz (1 de setembro de 1775 - 5 de novembro de 1775), morreu com poucas semanas de vida.
6. Luísa de Meclemburgo-Strelitz (10 de março de 1776 - 19 de julho de 1810), casada com o rei Frederico Guilherme III da Prússia; com descendência.
7. Frederica de Meclemburgo-Strelitz (3 de março de 1778 - 29 de junho de 1841), casada primeiro com o príncipe Luís Carlos da Prússia; com descendência. Casada depois com Frederico Guilherme de Solms-Braunfels; sem descendência. Casada em terceiro lugar com o rei Ernesto Augusto I de Hanôver; com descendência.
8. Jorge I, Grão-Duque de Meclemburgo-Strelitz (12 de agosto de 1779 - 6 de setembro de 1860), casado com a princesa Maria de Hesse-Cassel; com descendência.
9. Frederico Carlos de Meclemburgo-Strelitz (7 de janeiro de 1781 - 24 de março de 1783), morreu aos dois anos de idade.
10. Augusta Albertina de Meclemburgo-Strelitz (19 de maio de 1782 - 20 de maio de 1782), morreu com poucas horas de vida.

## Genealogia
| Frederica de Hesse-Darmstadt | Pai: Jorge Guilherme de Hesse-Darmstadt           | Avô paterno: Luís VIII, Conde de Hesse-Darmstadt                                   | Bisavô paterno: Ernesto Luís, Conde de Hesse-Darmstadt       |
| Frederica de Hesse-Darmstadt | Pai: Jorge Guilherme de Hesse-Darmstadt           | Avô paterno: Luís VIII, Conde de Hesse-Darmstadt                                   | Bisavó paterna: Doroteia Carlota de Brandemburgo-Ansbach     |
| Frederica de Hesse-Darmstadt | Pai: Jorge Guilherme de Hesse-Darmstadt           | Avó paterna: Carlota de Hanau-Lichtenberg                                          | Bisavô paterno: João Ricardo III, Conde de Hanau-Lichtenberg |
| Frederica de Hesse-Darmstadt | Pai: Jorge Guilherme de Hesse-Darmstadt           | Avó paterna: Carlota de Hanau-Lichtenberg                                          | Bisavó paterna: Doroteia Frederica de Brandemburgo-Ansbach   |
| Frederica de Hesse-Darmstadt | Mãe: Maria Luísa de Leiningen-Falkenburg-Dagsburg | Avô materno: Cristiano Carlos Ricardo de Leiningen-Dachsburg-Falkenburg-Heidesheim | Bisavô materno: João, Conde de Leiningen-Dagsburg-Falkenburg |
| Frederica de Hesse-Darmstadt | Mãe: Maria Luísa de Leiningen-Falkenburg-Dagsburg | Avô materno: Cristiano Carlos Ricardo de Leiningen-Dachsburg-Falkenburg-Heidesheim | Bisavó materna: Joana Madalena de Hanau-Lichtenberg          |
| Frederica de Hesse-Darmstadt | Mãe: Maria Luísa de Leiningen-Falkenburg-Dagsburg | Avó materna: Catarina Polyxena de Solms-Rödelheim                                  | Bisavô materno: Carlos Luís, Conde de Solms-Rödelheim        |
| Frederica de Hesse-Darmstadt | Mãe: Maria Luísa de Leiningen-Falkenburg-Dagsburg | Avó materna: Catarina Polyxena de Solms-Rödelheim                                  | Bisavó materna: Carlota Sofia de Ahlefeldt                   |